# Agostina Belli
Agostina Belli (eigentlich Agostina Maria Magnoni; * 13. April 1947 in Mailand) ist eine italienische Schauspielerin.
Belli, im Mailänder Viertel Giambellino geboren, trat in den ersten Jahren ihrer Karriere (ihr Debüt war eine kleine Rolle als Geisel in Banditi a Milano) als wenig originelle Charaktere des Kommerzkinos auf, bis sie mit Der letzte Schnee des Frühlings beim Publikum und in Dino Risis Der Duft der Frauen bei Anhängern des künstlerisch anspruchsvolleren Films den Durchbruch schaffte. Trotz anderer gewichtiger Rollen wurde sie oft als attraktives Beiwerk in frivolen Komödien besetzt. Ab Mitte der 1980er-Jahre spielte sie auch etliche Fernsehrollen.
Belli war mit Fred Robsahm verheiratet. Sie war 1972 die erste italienische Schauspielerin, die für Nacktaufnahmen im Playboy posierte.

## Filmografie (Auswahl)
- 1968: Die Banditen von Mailand (Banditi a Milano)
- 1970: Das Geheimnis von Schloß Monte Christo (Ivanna)
- 1970: Formel 1 – In der Hölle des Grand Prix (Formula 1 - Nell'inferno del Grand Prix)
- 1971: Der lange Schwarze mit dem Silberblick (All'onorevole piacciono le donne)
- 1971: Ein schwarzer Tag für den Widder (Giornate nera per l'ariete)
- 1972: Blaubart (Barbe bleu)
- 1972: Die perfekte Erpressung (Revolver)
- 1972: Mimi, in seiner Ehre gekränkt (Mimì metallurgico ferito nell'onore)
- 1973: Der Todeskuß des Paten (Baciamo le mani)
- 1973: Der letzte Schnee des Frühlings (L'ultima neve di primavera)
- 1972: Die perfekt Erpressung (Revolver)
- 1974: Das Spiel mit dem Feuer (Le Jeu avec le feu)
- 1974: Der Duft der Frauen (Profumo di donna)
- 1974: Virilità
- 1975: Die Sexmaschine (Conviene far bene l'amore)
- 1976: Der große Angeber (Le grand escogriffe)
- 1976: Telefoni Bianchi (Telefoni bianchi)
- 1977: Vom Blitz getroffen (Doppio delitto)
- 1977: Das malvenfarbene Taxi (Un taxi mauve)
- 1977: Inferno 2000 (Holocaust 2000)
- 1978: Manaos – Die Sklaventreiber vom Amazonas (Manaos)
- 1983: Eine verbotene Liebe (Un amour interdite)
- 1984: Torna
- 1988: Brother from Space (Hermano del espacio) (gedreht 1984)
- 2008: Amore che vieni, amore che vai